# Grady Linder Webster
Grady Linder Webster (1927–2005) est un systématicien végétal et taxonomiste renommé. Il a été récipiendaire de plusieurs distinctions et a été nommé à des bourses d'institutions botaniques aux États-Unis. Les recherches de Webster comprenaient l'étude de la famille diversifiée des Euphorbiaceae (euphorbes), sur laquelle il a rédigé de nombreux articles, et il a donné des conférences sur la systématique végétale, la biogéographie et l'écologie de la pollinisation. La carrière de Webster en tant que systématicien végétal a été marquée par les recherches sur le terrain qu'il a entreprises dans des zones tropicales reculées.

## Biographie
Né à Ada, Oklahoma le 14 avril 1927, ses parents sont Irena Lois Heard et Grady Webster, éditeur de journaux. Sa famille a déménagé à Austin, Texas pendant son enfance et a établi un domicile au milieu des bois. Il a travaillé au sein de l'entreprise de son père, ce qui a éveillé son intérêt pour les affaires mondiales, et il a développé un intérêt pour les plantes pendant ses études secondaires.
Webster a servi en tant qu'enseigne dans la marine tout en étant inscrit à l'Université Stanford et a obtenu une licence en botanique à l'University of Texas en 1949. Il a obtenu un PhD tout en fréquentant l'University of Michigan sous la direction de Rogers McVaugh et a effectué un stage post-doctoral à l'Harvard University financé par la National Science Foundation. À Harvard, il a travaillé avec I. W. Bailey et a épousé Barbara Anne Donahue, une doctorante spécialisée dans la morphologie des plantes, en 1956.
Un intérêt pour la famille diversifiée des plantes Euphorbiaceae a inspiré ses recherches sur le terrain, le conduisant dans des régions tropicales et subtropicales reculées d'Afrique, d'Amérique du Sud et centrale, des Caraïbes, d'Australasie et d'Europe. Il a contribué avec plus de 34 000 spécimens aux herbiers du monde entier. Il a dirigé une expédition pour étudier la flore d'une région connue sous le nom de réserve de Maquipucuna dans les Andes, publiant des enquêtes et un livre sur la remarquable diversité des espèces de ses forêts de nuages,.
Webster a été nommé à l'Université de Californie à Davis, en tant que professeur au département de botanique et directeur de l'arboretum.
Le Prix Grady L. Webster de l'American Society of Plant Taxonomists (ASPT) et de la Botanical Society of America, nommé d'après leur ancien président, est décerné chaque année, alternativement pour des publications en systématique végétale ou en biologie structurale.